# Ofelia Cano
Ofelia Gamboa Noriega, poznatija kao Ofelia Cano (San Ignacio, Sinaloa, Meksiko, 1959. - ) meksička je glumica. Pojavila se u mnogim telenovelama. Najpoznatija je po ulogama Rebece u seriji Između ljubavi i mržnje i Yolande u Zamci.
Njezin je suprug José Octavio Cano, a djeca su im Mónica, Gabriela (također glumica) i José Octavio (II.). Izjavila je da se oduvijek divila glumici Silviji Pinal.

## Vanjske poveznice
1. ↑  Señorita Sinaloa 2008. Inačica izvorne stranice arhivirana 26. ožujka 2012. Pristupljeno 11. srpnja 2011. journal zahtijeva |journal= (pomoć)
2. ↑  Ofelia Cano
3. ↑  De San Ignacio para el mundo. Ofelia Cano, sinaloense distinguida. Inačica izvorne stranice arhivirana 26. ožujka 2012. Pristupljeno 11. srpnja 2011. journal zahtijeva |journal= (pomoć)